# 伊琳娜·阿尔费罗娃
伊琳娜·伊万诺夫娜·阿尔费罗娃（1951年3月13日—）是一个前苏联/俄罗斯女演员。曾获得俄罗斯联邦人民艺术家和俄罗斯联邦功勋艺术家称号。